# Kahawennagama
Kahawennagama är en administrativ by i Sri Lanka.   Den ligger i provinsen Southern Province, i den södra delen av landet, 110 km söder om huvudstaden Colombo.